# Шикин, Иосиф Васильевич
Ио́сиф Васи́льевич Ши́кин (26 августа (8 сентября) 1906, с. Лычево, Владимирская губерния (ныне Гаврилово-Посадский район, Ивановская область) — 30 июля 1973, Москва) — советский партийный и государственный деятель, военный политработник, дипломат. Генерал-полковник (8 сентября 1945).

## Биография
Член ВКП(б) с 1927 года. Окончил Коммунистическое высшее учебное заведение имени Н. К. Крупской (1931) и Курсы высшего политического состава РККА (1939). В 1930-е годы работал на Горьковском автомобильном заводе, затем секретарём Автозаводского районного комитета ВКП(б) города Горький, где познакомился с А. А. Ждановым.
- С 1939 года — служба в РККА.
- С ноября 1939 по август 1940 года — начальник Политического отдела Военно-электротехнической Академии РККА.
- В 1940—1941 годах — заместитель начальника Управления политической пропаганды Ленинградского военного округа.
- В 1941—1942 годах — бригадный комиссар, член Военного Совета Северного фронта, начальник Политического управления Ленинградского и Волховского фронтов. Отвечал за информационно-политическое обеспечение «Дороги жизни», фактически нередко лично инспектировал конвои, проходившие по дороге[1].
- В 1942—1945 годах — дивизионный комиссар, начальник Управления пропаганды и агитации, заместитель начальника Главного политического управления РККА. По утверждению Н. В. Пупышева, именно он рекомендовал Шикина на должность заместителя А. Щербакову (второй кандидатурой был бригадный комиссар И. М. Гришаев). После консультации со Ждановым, Щербаков выбрал Шикина[2]. В этой должности Шикин был подотчётен, помимо своего непосредственного начальника А. Щербакова, также заведующему отделом пропаганды и агитации ЦК ВКП(б) Г. Александрову. Лично выезжал на фронт и в недавно освобождённые места. К сфере его ответственности относилось, в частности, освещение преступлений нацистов, обнаруженных на освобождённых территориях частями РККА. В частности, в августе 1944 г. посетил освобождённый концлагерь Собибор, о чём сообщал в донесении Н. М. Швернику[3]. Позднее также составил подробное донесение о концлагере Освенцим, в котором были исключены упоминания о еврейской национальности жертв концлагеря, а приведенные в качестве примеров заключённые были неевреями[4][5]. В первые месяцы после войны отвечал за контроль настроений на территориях Германии и европейских государств, где находились советские войска, а также за репатриацию граждан СССР.
- С 2 августа по 20 декабря 1945 года — член Военного Совета Главного командования советских войск на Дальнем Востоке. Здесь на него обращает внимание маршал А. Василевский, который в дальнейшем поддерживал с ним отношения и позднее написал предисловие к его книге.
- С декабря 1945 по февраль 1949 года — начальник Главного политического управления РККА — Советской Армии. В этот период принял участие в преследовании Г. К. Жукова[6].

По воспоминаниям А. А. Маринова, Шикин был выдвиженцем А. А. Жданова, и взлёт в его карьере был связан с его участием в обороне Ленинграда (хотя он был не военным, а партийным работником). В должности начальника Главполитуправления Шикин часто приглашался на заседания Оргбюро ЦК ВКП(б) (которым руководил А. А. Кузнецов).
«Ленинградское дело» и арест большинства «ждановцев» стали причиной потери Шикиным влиятельного поста. Хотя он избежал ареста, но в дальнейшем занимал относительно малозначительные должности.
- С февраля 1949 по март 1950 года — начальник Военно-политической академии имени В. И. Ленина.
- С марта 1950 по ноябрь 1960 года — инспектор ЦК ВКП(б), заместитель, 1-й заместитель заведующего Отделом партийных органов ЦК КПСС по союзным республикам (Шелепина).
- С 25 февраля 1956 по 30 июля 1973 года — член Центральной ревизионной комиссии КПСС.
- С 24 ноября 1960 по 21 января 1963 года — чрезвычайный и полномочный посол СССР в Албании. 27 сентября 1961 года отозван в Москву в связи с ухудшением советско-албанских отношений.
- В 1962—1965 годах — 1-й заместитель председателя Комитета партийно-государственного контроля ЦК КПСС и СМ СССР.
- В 1965—1973 годах — 1-й заместитель председателя Комитета народного контроля СССР.

## Дипломатический ранг
Чрезвычайный и полномочный посол (1960).

## Семья
Жена Мария Павловна (1905—1994), учительница. Дети — Эмилия (1932—2012), Юрий (1940—1946), Наталья (1949—2016, в замужестве Попова).

## Награды
- 2 ордена Ленина (8 мая 1942, …).
- Орден Октябрьской Революции.
- 2 ордена Красного Знамени (7 ноября 1943, 24 июня 1944).
- Орден Суворова I степени (8 сентября 1945).
- Орден Трудового Красного Знамени (5 ноября 1954).
- Орден Красной Звезды.

## Произведения
- Подвиг на дальневосточных рубежах / И. В. Шикин, Б. Г. Сапожников; предисл. А. М. Василевского. — М.: Воениздат, 1975. — 215 с.